# Silvia Steiger
Silvia Steiger (Linz, 1940) is een Nederlands beeldend kunstenaar. Van oorsprong Duits, heeft Steiger sinds juni 1989 de Nederlandse nationaliteit. Ze woont en werkt in Amsterdam. Haar kunst is te zien in het Amsterdam Museum, het Stedelijk Museum, Museum Belvédère, Museum LAM, Rijksmuseum Twenthe en verschillende bedrijfs- en privécollecties.

## Biografie
Silvia Steiger werd in maart 1940 in Linz geboren en groeide op in het naoorlogse Keulen. Ze studeerde van 1959 tot 1964 Vrije Schilderkunst aan de Kunstacademie Düsseldorf en behaalde in 1964 het diploma Meisterschülerin bij Professor Ferdinand Macketanz.
Op de academie leerde Steiger haar echtgenoot kennen, beeldend kunstenaar Fritz Rahmann. Zij vestigden zich in 1964 in Hichtum, Friesland. Ze stelden zich gelijk actief op in het professionele kunstcircuit en namen deel aan diverse tentoonstellingen in galeries en musea. In 1975 gingen Steiger en Rahmann uit elkaar. Daarna woonde Steiger o.a. in Akersloot en vestigde zich in 1989 in Amsterdam.
In 1980 nodigde Wies Smals van de Galerie De Appel Steiger uit om een project te realiseren dat drie jaar zou duren: "Gevonden tekens uit een landschap". De eindpresentatie vond in 1984 plaats in de Zuiderkerk in Amsterdam. De samenwerking met De Appel was van grote betekenis voor de erkenning van haar werk en kunstenaarschap. Ook brengt het haar nader in contact met het alternatieve kunstcircuit dat haar uitnodigde plaatsgebonden installaties te maken in Nederland en Duitsland.
Sinds 1988 ondersteunden verschillende werk- en reisstipendia van het Fonds Beeldende Kunst, Bouwkunst en Vormgeving, voorloper van het huidige Mondriaan Fonds, haar ontwikkeling.
Van 1994 tot 1999 leidde ze STEIGER 8 MULTIPLES. Dit kunstenaarsinitiatief voor kunstobjecten in oplage, nam succesvol deel aan verschillende kunstbeurzen in Nederland en Duitsland. O.a. de KunstRai en Art Frankfurt en Art Multiple Düsseldorf.
Van 2000 tot 2007 verbleef Steiger twee keer per jaar voor haar werk op het Griekse eiland Kreta.
In 2015 organiseerde Museum Belvédère in Oranjewoud/Heerenveen een overzichtstentoonstelling van haar werk onder de titel "DE NOODZAAK VAN EEN HANDSTAND". Bij deze expositie verscheen de gelijknamige publicatie met een voorwoord van Han Steenbruggen, directeur/conservator van het museum en een essay van kunsthistoricus Huub Mous. In zijn artikel onderzocht Mous de verschillende thema's die de basis voor het werk van Steiger vormen. Toeval en intuïtie; angst en bescherming/beschutting; spoor en schaduw; liefde en verlangen. Ook plaatste hij haar oeuvre in de context van internationale kunststromingen sinds 1960, zoals Fluxus en de conceptuele kunst.

## Werkproces
In het voorwoord van de catalogus beschreef Han Steenbruggen wat het werk van Silvia Steiger voor hem opvallend en uniek maakte: de grote verscheidenheid aan uitdrukkingsvormen. Het medium was bij haar geen vast gegeven, maar werd al verkennend en onderzoekend bepaald, zich voegend naar het idee dat haar voor ogen stond. Deze werkwijze verklaarde ook de diversiteit in haar oeuvre: haar verzamelde werk omvat series van tekeningen, schilderijen, objecten, installaties, plaatsgebonden installaties, fotowerken, boeken en multiples.